# 德龙钢铁集团
上海德龍鋼鐵集團有限公司，簡稱上海德龍鋼鐵集團和德龍鋼鐵集團（英語：Shanghai Delong Steel Group Co., Ltd.），在1992年，現任董事長丁立國於唐山，成立「唐山長城軋鋼廠」（上海德龍鋼鐵集團有限公司前身），業務在中國和全球經營鋼鐵、贸易、物流、能环等。

## 历史[2]
在1992年，現任董事長丁立國於唐山，成立「唐山長城軋鋼廠」（上海德龍鋼鐵集團有限公司前身）。 
1996年至1997年，先後併購9家小型鋼鐵廠。  
2000年4月，丁立國創立的「唐山長城軋鋼廠」，遷至邢台，改名為「唐山立國集團有限公司」。同年，收購「新牟鋼鐵」，以總代價6000萬元人民幣。同年7月，更名「邢台德龍鋼鐵實業有限公司」。
2002年，更名「唐山德龍集團有限公司」。
2017年，德龍集團與青山控股集團，在印尼設廠，名為「德信鋼鐵」，別稱「普碳鋼廠」。
2019年1月，德龍集團，參與天津渤海鋼鐵集團混合所有制改革重整，涉資金額為216億元人民幣，主要原有設備進行改造。同年9月11日，以新加坡基地的「德龍控股有限公司」則從新加坡交易所退出股市，以丁立國私營Best Grace Holdings Limited，以7坡元進行私有化。
2022年8月3日，德龍鋼鐵集團被美國財富雜誌全球500強，排名為469位，以303.430億美元營業額，利潤為7.878億美元，資產為195.417億美元，總合計股東權益為34.662億美元，股東權益收益率為22.7%，淨資產收益率為4%，營業額收益率為2.6%，也是首次進入全球500強行列。